# Sputnikmusic
Sputnikmusic är en engelsk musikwebbplats som recenserar och presenterar ny musik i flera olika genrer. Artiklarna på hemsidan skrivs både av professionella journalister och av dess egna registrerade användare. 
Sidan startades i januari 2005 och ägs av grundaren Jeremy Ferwerda.